# Lophoceraomyia
Lophoceraomyia é um subgénero do Género Culex, pertencente à família Culicidae.